# Нікола Шубич Зринський (опера)
«Нікола Шубіч Зринський» — опера, написана 1876 року хорватським композитором Іваном Зайцем на тему облоги Сігетвара.

## Тематика опери
«Нікола Шубіч Зринський» — переказ історії 1566 року про Нікола IV Зринського, бана Хорватії, очільника хорватських та угорських військ. Війська виступили проти переважаючих османських ворогів, очолюваних особисто Сулейманом Пишним. Незважаючи на те, що фортеця впала, захисники завдали удару силам, які штурмували. Вони змогли просунутися хорватсько-угорським кордоном та спричинити смерть самого султана.

## Опера на сценах театрів
Прем'єра опери відбулася в Загребі 4 листопада 1876 року у тодішньому Народному театрі, розміщеному в сучасній будівлі Старої ратуші. Вистава була добре сприйнята як глядачами, так і критиками. Тривала слава значною мірою була зумовлена закличною хоровою піснею «У бій, у бій!», написаною композитором за десять років до створення опери.
Опера «Нікола Шубіч Зринський» залишається серцевиною оперного репертуару. Станом на 2010 рік відбулось 682 вистави. Досягла тривалої популярності і хорватська патріотична пісня, вилучена з контексту опери.

## Записи
- 1962 — Мілан Сакс (диригент), хор та оркестр Хорватського національного театру в Загребі.

Володимир Руздяк (Нікола Шубіч-Зринський), Мілка Бертапелле (Єва), Бранка Облак-Стіліновіч (Єлена), Звонімір Прелієц (Ловро Юраніч), Драго Бернардіч (Сулейман), Франьо Паулік (Мехмед Соколович). Jugoton LPY- V-603-605 (3 LP) / Хорватія Records D-K 5022770 (2 компакт-диски).
- 1985 — Іван Церовац (диригент), Der Münchner Kammerchor, Chor der Münchner Sängerrunde, Die Südwestfälische Philharmonie.

Майкл Крафт, Барбара Гофштеттер, Озана Керрінгтон, Ян К. Нільс, Хартмут Ельберт. Прямий ефір.
- 15 лютого 1992 р. — Карло Краус (диригент), Симфонічний оркестр Хорватського радіо, хор Загребської національної опери.

Ратомир Клішкіч (Нікола Шубіч-Зріньї), Іванка Бойкавац (Єва), Божена Сваліна (Єлена), Івіца Сарич Гашпар (Гашпар Алапіч), Анте Івіч Ловро (Ловро Юраніч), Дамір Зарко (Вук Папрутович), Анте Міяч (Сулейман), Янез Лотрік (Мехмед Соколович).
Прямий ефір, з концертом від концертного залу ім. В. Лісінського в Загребі.
Орфей HRT Хорватія (1 компакт-диск).
- 1994/95 — Mladen Tarbuk (Dirigent), Krešimir Dolenčić (Inszenierung), Orchester und Chor der Kroatischen Nationaloper Zagreb.

Valentin Enčev (Nikola Šubić-Zrinjski), Ivanka Boljkovac (Eva), Lidija Medercic, Damir Novak, Branka Beretovac, Ratomir Kliškić, Krunoslav Cigoj, Tomislav Boric, Neven Mrzlecki, Dinko Lupi, Damir Fatović, Željko Grofelnik, Helga Juretic, Penka Turnsek, Sanja Durin, Zvonimir Gerbavec, Marijan Puškarić.
Video.
- 2019 — Nikša Bareza (Dirigent), Krešimir Dolenčić (Inszenierung), Dinka Jeričević (Bühne), Ika Škomrlj und Dženisa Pecotić (Kostüme), Deni Šesnić (Licht), Sonja Kastl (Choreografie).

Ljubomir Puškarić (Nikola Šubić-Zrinjski), Tamara Franetović Felbinger (Eva), Ivana Lazar (Jelena), Ozren Bilušić (Gaspar Alapić), Damir Klačar (Lovro Juranić), Tvrtko Stipić (Vuk Paprutović), Ivica Čikeš (Sulejman), Stjepan Franetović (Mehmed Sokolović), Neven Mrzlečki (Mustafa), Željko Grofelnik (Ali Portuk), Robert Palić (Ibrahim Begler-Beg), Davor Radić (Levi), Antonio Brajković